# Roll Cloud

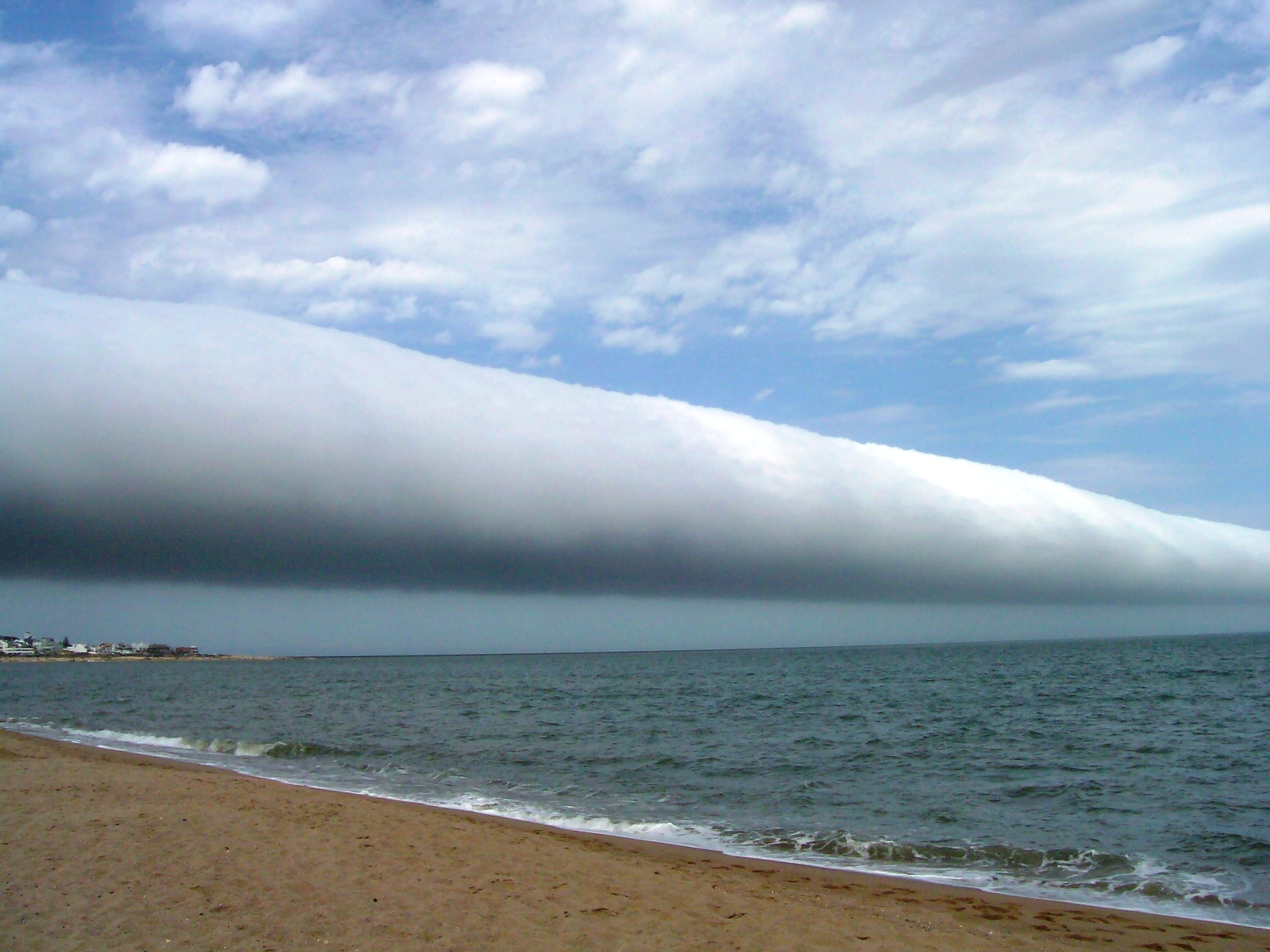
Eine Roll-Cloud-Wolke in Uruguay

Eine Roll Cloud ist eine tiefe, horizontal ausgerichtete Wolke in Form einer Walze, die vor allem in Verbindung mit Gewittern und dabei insbesondere Böenfronten auftritt, seltener auch mit Kaltfronten. Sie ist mittlerweile als eigene Art mit dem Namen "Volutus" im Internationalen Wolkenatlas eingetragen.

## Beschreibung

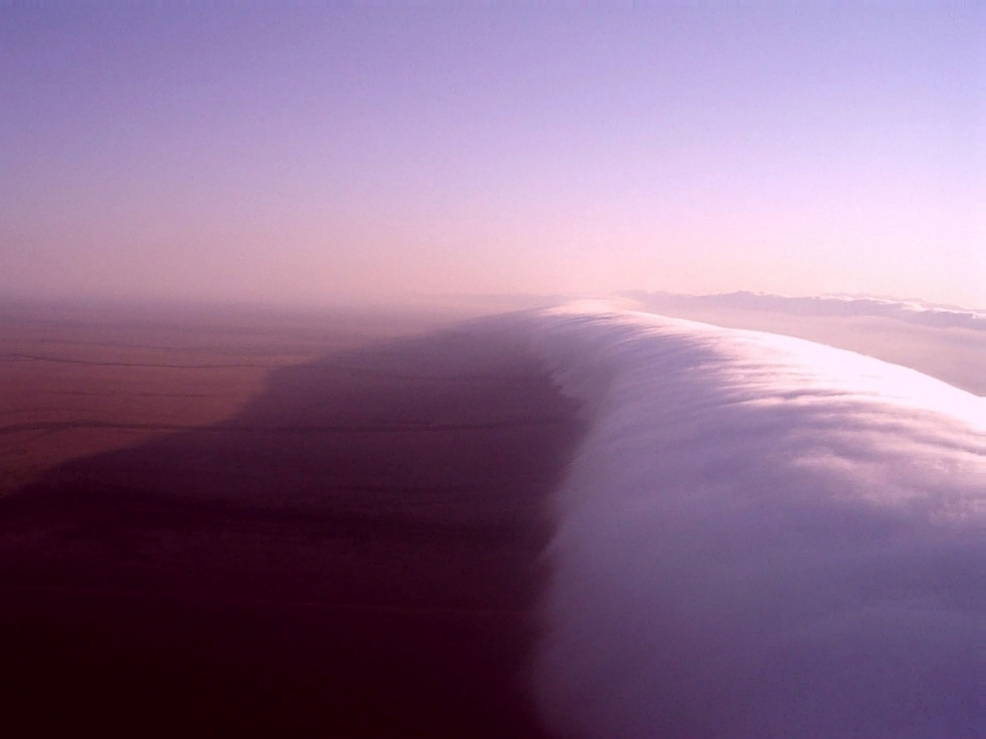
Die Morning Glory Cloud

Roll cloud ist ein in der Meteorologie international anerkannter Anglizismus und kann mit Rollwolke übersetzt werden, im deutschen Sprachraum ist für sie aber der recht unscharfe Begriff der Böenwalze üblich. Sie tragen diesen Namen deshalb, weil es für den Beobachter so erscheint, als würden sie über den Himmel rollen und sich dabei um eine horizontale Achse drehen. Sie sollten daher nicht mit den wesentlich kleineren und eher vertikal ausgerichteten Trichterwolken verwechselt werden. Zudem gehen sie meist mit starken Böen an ihrer Vorderseite bis hin zu Downbursts einher.
Roll Clouds sind recht selten und weisen im Unterschied zu den mit ihnen verwandten shelf clouds keine Verbindung zur ursprünglichen Gewitterzelle oder anderen Wolkenformationen auf.

## Vorkommen
Eine vor allem unter Segelfliegern berühmte Roll Cloud ist die Morning Glory Cloud, die regelmäßig am nordaustralischen Golf von Carpentaria beobachtet werden kann. 
Häufig tritt eine Rollwolke an der Küste von Australien in Verbindung mit kalter Luft aus Tasmanien auf.
Selten wurden Rollwolken an der Iberischen Halbinsel gesichtet. Ein Bericht stammt vom 1. Juli 2025 von der Nord- und Zentralküste Portugals am Atlantik.